# Pedro Ruiz
Pedro Ruiz Delgado (Sevilla, 30 maart 2000) is een voormalig Spaans voetballer die doorgaans speelde als spits. Hij speelde voor Real Madrid Castilla en N.E.C.

## Clubcarrière

### Real Madrid Castilla
Ruiz begon in de jeugd van JD Valencina en maakte in 2008 op achtjarige leeftijd de overstap naar de jeugd van Real Betis Sevilla. In 2015 vertrok hij naar de jeugdopleiding van Real Madrid. Op 1 april 2018 maakte hij zijn debuut voor Real Madrid Castilla, de opleidingsclub van Real Madrid, dat uitkomt in de Segunda División B, de derde voetbalcompetitie van Spanje. In het seizoen 2019/20 scoorde hij vier keer in achttien wedstrijden, voordat hij zijn kruisband scheurde in februari 2020. Daarna kwam hij anderhalf jaar niet aan voetballen toe.

### Olympique Marseille
In augustus 2021 wilde Olympique Marseille Ruiz overnemen van Real Madrid, waar hij nog een contract voor een jaar had, met de intentie om hem meteen een jaar te verhuren. Op 26 augustus werd bekend dat Ruiz definitief overgenomen werd van Real Madrid.

### N.E.C.
Op 26 augustus 2021 werd bekend dat Ruiz de gewenste tweede spits werd naast Ali Akman, omdat Ole Romeny niet goed genoeg geacht werd. Hij werd voor twee jaar gehuurd van Marseille. Hij maakte in de Gelderse derby tegen Vitesse op 17 oktober zijn debuut voor N.E.C., maar in december bleek dat hij maar met zijn blessure bleef kwakkelen. Daarom bleef het in zijn eerste seizoen in Nijmegen tot slechts drie invalbeurten. De huur bleef hierdoor beperkt tot een seizoen.
Bij Marseille kwam hij niet meer tot spelen en in de zomer van 2024 liep zijn contract af. Op 30 december 2024 kondigde Ruiz aan dat hij zou stoppen met voetballen door aanhoudend blessureleed. 

## Clubstatistieken
| Seizoen         | Club                 | Competitie         | Competitie | Competitie | Beker | Beker | Totaal | Totaal |
| Seizoen         | Club                 | Competitie         | Wed.       | Dlp.       | Wed.  | Dlp.  | Wed.   | Dlp.   |
| --------------- | -------------------- | ------------------ | ---------- | ---------- | ----- | ----- | ------ | ------ |
| 2017/18         | Real Madrid Castilla | Segunda División B | 3          | 0          | 0     | 0     | 3      | 0      |
| 2018/19         | Real Madrid Castilla | Segunda División B | 1          | 0          | 0     | 0     | 1      | 0      |
| 2019/20         | Real Madrid Castilla | Segunda División B | 18         | 4          | 0     | 0     | 18     | 4      |
| 2020/21         | Real Madrid Castilla | Segunda División B | 0          | 0          | 0     | 0     | 0      | 0      |
| 2021/22         | Olympique Marseille  | Ligue 1            | 0          | 0          | 0     | 0     | 0      | 0      |
| 2021/22         | → N.E.C.             | Eredivisie         | 3          | 0          | 0     | 0     | 3      | 0      |
| 2022/23         | Olympique Marseille  | Ligue 1            | 0          | 0          | 0     | 0     | 0      | 0      |
| 2023/24         | Olympique Marseille  | Ligue 1            | 0          | 0          | 0     | 0     | 0      | 0      |
| Carrière totaal | Carrière totaal      | Carrière totaal    | 25         | 4          | 0     | 0     | 25     | 4      |

## Internationaal
Ruiz is Spaans jeugdinternational. Hij speelde twee wedstrijden voor Spanje onder 17 en zes voor Spanje onder 19. Hij maakte deel uit van de selectie die de finale verloor op het Wereldkampioenschap voetbal onder 17 - 2017.